# جینورا تادئوچی
جینورا تادئوچی (ایتالیایی: Ginevra Taddeucci؛ زادهٔ ۳ مهٔ ۱۹۹۷) شناگر زن اهل ایتالیا است.
وی در مسابقات کشوری و بین‌المللی در مجموع برندهٔ ۱ مدال برنز شده است.